# あなたに恋する恋愛ルセット
『あなたに恋する恋愛ルセット』（あなたにこいする れんあいるせっと）は、2017年5月26日にユニゾンシフトより発売されたアダルトゲーム。

## 解説
ユニゾンシフトとしては2012年1月27日発売した前作『プリズマティックプリンセス☆ユニゾンスターズ』より、実に5年ぶりの新作タイトルとなる。また、それを機にブランドロゴを一新しており、従来のスタッフに新規スタッフを迎えた態勢で臨む作品となっている。
本作品のコンセプトは、お砂糖200%増しのイチャイチャ甘い恋愛物語。原画陣に米白粕やふみーといった絵柄が特徴的な萌え絵師を起用し、シリアスシーンを徹底的に削ぎ落したイチャラブに特化した作品として製作されている。また、衣装による髪型の変更や、スイーツに関する専門用語を搭載したTips機能などの拘りが魅力的なポイントとして挙げられる。

## ストーリー
創設されてまだ歴史の浅い私立六華星学園では1年生の2学期から、さまざまなジャンルに特化した専門授業を選択することになっている。そこで、主人公の二宮春馬は、菓子が大好きだという理由で選んだ製菓コースで、多くの女の子たちと出会うことになる。

## 登場人物
（出典：）

### 主人公
二宮 春馬 （にのみや はるま）
お菓子の食べ歩きが趣味で「スイーツ男子」と言われている。
自分で作ることはしなかったが菓子類についての知識は豊富で、スイーツについて語り始めるとついひとりで盛り上がってしまうことがある。
とにかくお菓子が好きで、かりん先生が正体を明かしてもめげず、製菓コースを選択する。

### メインキャラクター
橘 ののか（たちばな ののか）
声 - みたかりん
T155/B84/W59/H86（Dカップ） 誕生日：5月1日
主人公がチョコレート好きになるきっかけを作った、明るく元気なケーキ屋の娘。
お菓子が大好きで、高い集中力と頑張り屋な性格から、お菓子作りに熱心に取り組んでいる。
また少女漫画も大好きで、甘い恋愛に憧れている。

大園 柚姫 （おおぞの ゆずき）
声 - 風音
T160/B88/W58/H90（Eカップ） 誕生日：2月21日
学園内でも有名なお嬢様。
優等生だが偉そうにせず、誰にでも優しく接する。
お菓子作りはまったくの初心者で、同じくお菓子作りの初心者である春馬とともに苦労を重ねていった。

鍵由 楓花 （かぎよし ふうか）
声 - 和葉
T157/B94/W62/H95（Gカップ） 誕生日：11月20日
非常にマイペースでのんびりおっとりした、老舗和菓子メーカー"かぎや"の跡取り娘。
雰囲気は柔らかいが、言動の中身はしっかりとしている。
勉強はもちろん、和菓子・洋菓子作りもある程度こなせる優等生。

白咲 美絵瑠 （しろさき みえる）
声 - みる
T145/B76/W58/H74（Bカップ） 誕生日：4月9日
学園長の娘。
重度のめんどくさがり屋で授業をサボることも多いが、お菓子の匂いをかぎつけるとどこからともなく現れる。
実は天才的な味覚の持ち主で、食べるだけで的確な品評と、お菓子作りに関するアドバイスを瞬時に出せる。

### サブキャラクター
かりん先生
声 - 遠野そよぎ
製菓コース担当の講師。フランス留学の経験があり、以前は有名な菓子メーカーでパティシエをしていて、非常に高い技術を持っている。
見た目はどう見ても女性だが、実は男。純粋に菓子作りをしたいという生徒だけを集めるため、早々にこのことを明かしている。
学園長のリゼット及びその夫とはフランス時代からの付き合い。そのため二人の娘の美絵瑠とも付き合いが長く、他の学生とは違って美絵瑠のことは呼び捨てにしている。
白咲 リゼット （しろさき リゼット）
声 - 奏雨
私立六華星学園の学院長で、美絵瑠の母親。非常に若々しい。普段は温厚だが、怒るときは笑いながら怒るといい、美絵瑠に恐れられている。
フランス人だが、フランス留学していた日本人男性と知り合って結婚し、共に日本に住むようになる。日本語も堪能。
夫の家督継承に伴い、新設された六華星学園の学園長となる。美絵瑠の才能をどうにかして生かしてやりたいと考えている。
梶浦 洸 （かじうら こう）
声 - 小池竹蔵
学園の近くにあるスイーツカフェ“シャルール”のパティシエ。よく店に来る春馬とは顔見知りであり、学校をサボって店に来る美絵瑠のことも知っている。
職人肌で、店を大きくするつもりはなく、繁盛しすぎては困ると取材などは断っている。
梶浦 聖 （かじうら せい）
声 - 美月
洸の妹。洸の店で接客や経理などを担当している。
話し好きで、よく店に来る春馬たちの話し相手になっている。

## 制作
原画の彩色は、まずプロデューサーの杉村れおまがベース色の提案をし、SD原画兼グラフィックチーフのぺろが色の指定をする形で行われた。

杉村はクリアレーヴの広報スタッフである乃木坂くらとの対談の中で、「『洋梨のタルトとホットティーを並べた』イベントCGの制作を発注したところ、原画スタッフが（発注時に指定しなかった）キャラクターごとの紅茶の飲み方を描き分けており、私以上にキャラクターを理解していて驚いた」と振り返っている。
また、各ヒロインの制服は少しずつ違いが持たされているほか、お菓子を作る場面においては、いずれのヒロインも衛生上の観点から後ろか横で髪をまとめるように描かれている。
れおまは対談の中で、本作に性格の強いヒロインがおらず、音声収録時は甘い雰囲気に包まれていたことを明かしている。
また、Hシーンのプロットはれおまが手掛けている。

## スタッフ
（出典：）
- キャラクターデザイン/原画 - 米白粕、ふみー
- SD原画 - ぺろ
- シナリオ - ギハラ、風間ぼなんざ、若瀬諒、西ノ宮勇希
- 音楽 - 水月陵
- プロデューサー - 杉村れおま
- ディレクター - 智斗紅

## 主題歌
「petit bonheur」
作詞 - yuiko / 作曲 - Meis Clauson / 歌 - yuiko